# Kamtapur
Kamtapur és el nom que donen els Koch-Rajbongshi a l'estat que pretenen formar al nord-est de Bengala Occidental. Estaria format pels districtes de Cooch Behar, Darjeeling, Jalpaiguri, North Dinajpur, South Dinajpur i Malda a Bengala Occidental i pels de Kokrajhar, Bongaigaon, Dhubri i Goalpara a Assam.

## Història
Kamatapur, Kamatpur o Kamtapur és una antiga ciutat en ruïnes del que fou el regne de Koch Bihar, avui a Bengala Occidental i Assam. Als primers mapes europeus de l'Índia apareix repetidament com a Comati o Comotay. Fou fundada per Raja Niladwaj, el primer rei khen que va substituir la dinastia Pal al govern del regne de Kamrup. Per les ruïnes se sap que fou una ciutat força gran i el cercador Buchanan-Hamilton, el 1809, va establir la zona que ocupava en una àrea dins d'un cercle de 30,5 km de circumferència, una part defensats pels riu Dharla i la resta per una muralla. La ciutat estava formada per diverses recintes un dins l'altra i el centre estava ocupat pel palau reial. Derrocat Raja Nilambhar, el segon successor del fundador, pel sobirà musulmà de Gaur, Ala al-Din Husain (1498) aquest va nomenar el seu fill com a governador amb l'encàrrec d'expandir les conquestes cap a l'est però fou derrotat i les seves forces foren expulsades del regne; en l'anarquia que va seguir es van fundar una sèrie de petits principats governats per caps locals coneguts com els bhuiyes i un nou regne fou fundat pels kochs. En aquest temps la ciutat fou abandonada.